# Year of the Dog...Again
Year of the Dog...Again är ett album av DMX. Släppt 1 augusti 2006.

## Låtlista
1. Intro
2. We In Here Featuring Swizz Beatz
3. I Run Shit Featuring Big Stan
4. Come Thru (Move) Featuring Busta Rhymes och Swizz Beatz
5. It's Personal Featuring Jadakiss och Styles P
6. Baby Motha Featuring Janyce
7. Dog Love Featuring Amerie och Janyce
8. Wrong Or Right (I'm Tired) Featuring Bazaar Royale
9. Give 'Em What They Want
10. Walk These Dogs Kashmir
11. Blown Away Featuring Jinx och Janyce
12. Goodbye
13. Life Be My Song
14. The Prayer VI
15. Lord Give Me A Sign